# Monte Serrone
Il monte Serrone è una montagna dell'Appennino abruzzese collocata nel territorio comunale di Gioia dei Marsi (AQ), in Abruzzo. Raggiunge un'altitudine di 1371 m s.l.m. La faglia che provocò il terremoto della Marsica del 1915 è indicata tra i geositi italiani. 

## Descrizione
Il monte Serrone è situato nel territorio comunale di Gioia dei Marsi, nei pressi del bordo sudorientale della piana del Fucino e dell'area protetta del parco nazionale d'Abruzzo, Lazio e Molise. È incluso nel sistema di faglie, che causarono il disastroso terremoto della Marsica del 1915, poste nei pressi del bordo nord e sudorientale della piana del Fucino che si estende dai Tre Monti di Paterno fino alla dorsale del Serrone, nel territorio comunale di Gioia dei Marsi.
L'area montuosa, raggiungibile principalmente tramite la strada statale 83 Marsicana, è indicata tra i geositi italiani.
A quota 1 224 m s.l.m. si trova il paese disabitato di Sperone che sorge a cavallo della scarpata di faglia del monte, in una posizione panoramica della località valico della Forchetta.
È una delle mete dei praticanti dell'escursionismo e della mountain bike: il sentiero che si dirama da Aschi Alto, dopo aver superato la fonte Davina, si ricongiunge alla torre medievale e al paese abbandonato di Sperone Vecchio. L'area, inoltre, rientra nella mappa d'interesse degli amanti del parapendio: la quota di decollo è posta a 1340 m s.l.m. sul colle La Panna, mentre quella di atterraggio si trova a Gioia dei Marsi a quota 729 metri di altitudine.

### Visuale dalla vetta
Dalla vetta del monte Serrone è possibile ammirare i rilievi dei Monti Marsicani e del parco nazionale d'Abruzzo, Lazio e Molise e, dal versante di Sperone, la sottostante piana del Fucino.

## Cartografia
- Cartografia ufficiale italiana dell'Istituto Geografico Militare (IGM) in scala 1:25.000 e 1:100.000, consultabile on line